# Aeroporto di Pescara
L'Aeroporto di Pescara (IATA: PSR, ICAO: LIBP), identificato con il nome commerciale di Aeroporto internazionale d'Abruzzo "Pasquale Liberi", è un aeroporto italiano situato nel territorio del comune di Pescara, salvo una parte della pista e della via di rullaggio, che ricadono sul territorio di San Giovanni Teatino.
L'aeroporto è ubicato lungo la strada statale 5 Via Tiburtina Valeria, ed è collegato con importanti arterie viarie (A25, A14, SS 714 Tangenziale di Pescara) e ferroviarie (ferrovia Roma-Pescara e ferrovia Adriatica).
Essendo l'unico aeroporto internazionale della regione, riveste un ruolo fondamentale per trasporti e collegamenti aerei dell'Abruzzo e delle regioni vicine, il suo bacino d'utenza infatti si estende anche al Molise, le Marche e l'area garganica; l'aerostazione passeggeri costruita nel 1996, venne ampliata nel 2011 e nuovamente ristrutturata nel 2018. Nel 2023 sono transitati dall'aeroporto 	872.701 passeggeri.

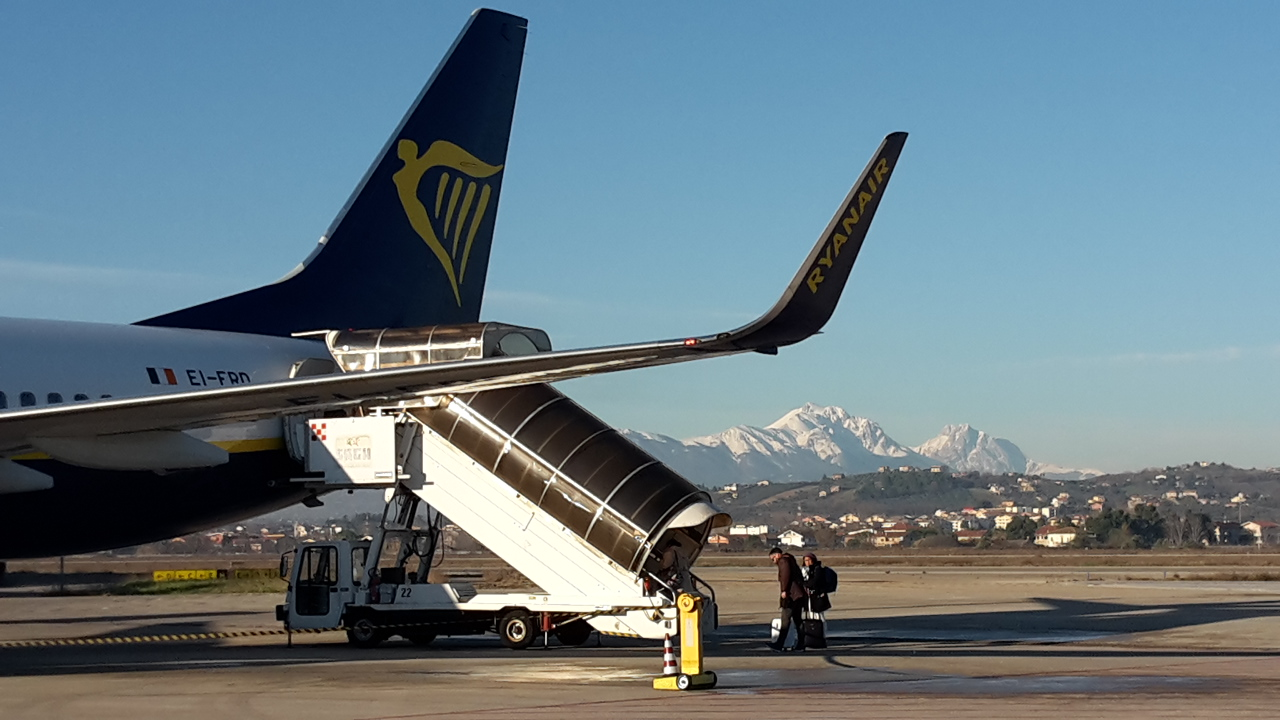
Visuale sul Gran Sasso dall'apron.

## Storia
La sua storia risale ai primi del XX secolo quando, nel 1917, a seguito del bombardamento di Pescara da parte di aerei della k.u.k. Luftfahrtruppen, la componente aerea dell'imperiale e regio Esercito austro-ungarico, si realizza lungo la via Tiburtina il campo di aviazione militare gestito dal Regio Esercito italiano, a servizio della Sezione Difesa della città adriatica che vi arriva il 26 ottobre con 2 Farman 14. 
A tale scopo venne costituita il 31 luglio 1918 la 302ª Squadriglia che, equipaggiata con il monomotori biplani Ansaldo S.V.A., considerati tra i migliori caccia bombardieri dell'epoca, venne dislocata sulla base aerea.
Dal 1921 il campo d'aviazione di Pescara è intitolato alla memoria di Pasquale Liberi, morto in un incidente aereo e nipote di Gabriele D'Annunzio, e nel 1927 fu ingrandito a 50 ettari e rimodernato.
Negli anni trenta, con l'affermarsi dell'aviazione commerciale, la compagnia aerea Società aerea mediterranea (SAM) decise, nel 1933, di istituire un servizio aereo trisettimanale di collegamento tra l'aeroporto di Pescara e l'aeroporto di Roma-Urbe, con scalo intermedio al campo di aviazione di Piana di Bagno nei pressi di L'Aquila. Nel 1943, durante la Seconda guerra mondiale, si tenne in aeroporto un consiglio della Corona a cui parteciparono i reali, lo stato maggiore e le più alte cariche dello Stato durante la fuga di Vittorio Emanuele III a Brindisi, dove venne presa la decisione di imbarcare i reali al porto di Ortona.
Tra le prime aerolinee a riprendere i collegamenti aerei dopo la Seconda guerra mondiale figura la Società anonima di navigazione aerea transadriatica, che il 5 maggio 1947 inaugura il collegamento Pescara - Roma Urbe, effettuato con Douglas DC-3. Contemporaneamente al primo collegamento, Transadriatica propone sull'aeroporto pescarese anche un'altra interessante rotta, la Venezia-Ancona-Pescara-Brindisi-Catania.
La compagnia Avio Linee Italiane, inoltre, decide di aprire una rotta che permetterà di congiungere l'Italia settentrionale con il sud sulla tratta Milano-Pescara-Foggia-Bari-Brindisi.
Itavia, costituita nell'ottobre del 1958, che aveva come obiettivo lo sviluppo di scali minori non serviti dalla diretta concorrente, la costituenda Alitalia, apre la sua prima rotta proprio dallo scalo pescarese: la Pescara-Roma Urbe, iniziata il 15 luglio 1959 con il piccolo bimotore da otto posti De Havilland Dove (I-AKET). Con lo sviluppo della Itavia crescono anche i collegamenti con l'aeroporto di Pescara ed infatti tra la fine degli anni ‘60 e i primi anni ‘70 Pescara è collegato con le città italiane di Roma, Milano, Ancona, Crotone, Forlì, Lecce, Bergamo, Bologna, Treviso-Venezia, Catania e Palermo.
Nel 1973 – per la prima volta con Bruce Barrymore Halpenny, ex Royal Air Force – un aereo BAC One-Eleven della British Caledonian collegherà direttamente Pescara con Londra della capitale inglese. Un interscambio di passeggeri così organizzato e soprattutto una iniezione di rinforzo al gracile turismo regionale.
Dal 1º febbraio 1979, Itavia è costretta a sospendere i propri voli su Pescara a causa della revisione delle “minime” su alcuni aeroporti italiani attuate da parte dell'ANPAC, l'Associazione nazionale piloti aviazione civile; l'innalzamento delle minime in questione (la distanza dalla pista e la relativa quota - alla quale il pilota deve decidere se continuare o meno l'atterraggio) dipende dalla mancanza degli aiuti radioelettrici (come l'ILS, Instrument landing system) e visivi indispensabili per permettere l'atterraggio degli aeromobili in condizione di scarsa visibilità, ed assenti all'epoca sullo scalo. Itavia, compagnia aerea originatasi a Pescara, non torna più sulla pista del Liberi. La strage di Ustica del 1980 portò alla cessazione dei voli della compagnia.
Dopo il periodo buio durante il quale il Liberi non dispone di nessun collegamento di linea, si ricomincia a vedere un po' di luce con il ripristino del collegamento con il capoluogo lombardo, ancora via Ancona, effettuato da Aermediterranea, compagnia appartenente al gruppo IRI e controllata da Alitalia, che sarà operato dal 1981 al 1983.
Dal 1984 il volo per Linate viene gestito dall'altra compagnia del gruppo: ATI (Aero Trasporti Italiani) con sede a Napoli. Nel 1988 è la volta della compagnia di bandiera nazionale, la quale mette in campo i moderni MD-80 e li utilizza fino al 1994 riuscendo, a fasi alterne, ad effettuare il tanto sospirato collegamento diretto con Milano.
Dal 1994 il volo di linea con Milano-Linate viene effettuato da Air One, la compagnia nata nel 1983 come scuola di volo e società per i servizi di aerotaxi proprio a Pescara con il nome di Aliadriatica.
Nel 1996 si inaugura l'attuale aerostazione, mentre la vecchia struttura viene riconvertita ad uso tecnico e logistico, e in seguito tra il 2017 e il 2019 ulteriori interventi di ristrutturazione e ampliamento dell'aerostazione hanno conferito alla struttura maggior comfort ed efficienza di servizio.

### Dal 2000 ad oggi

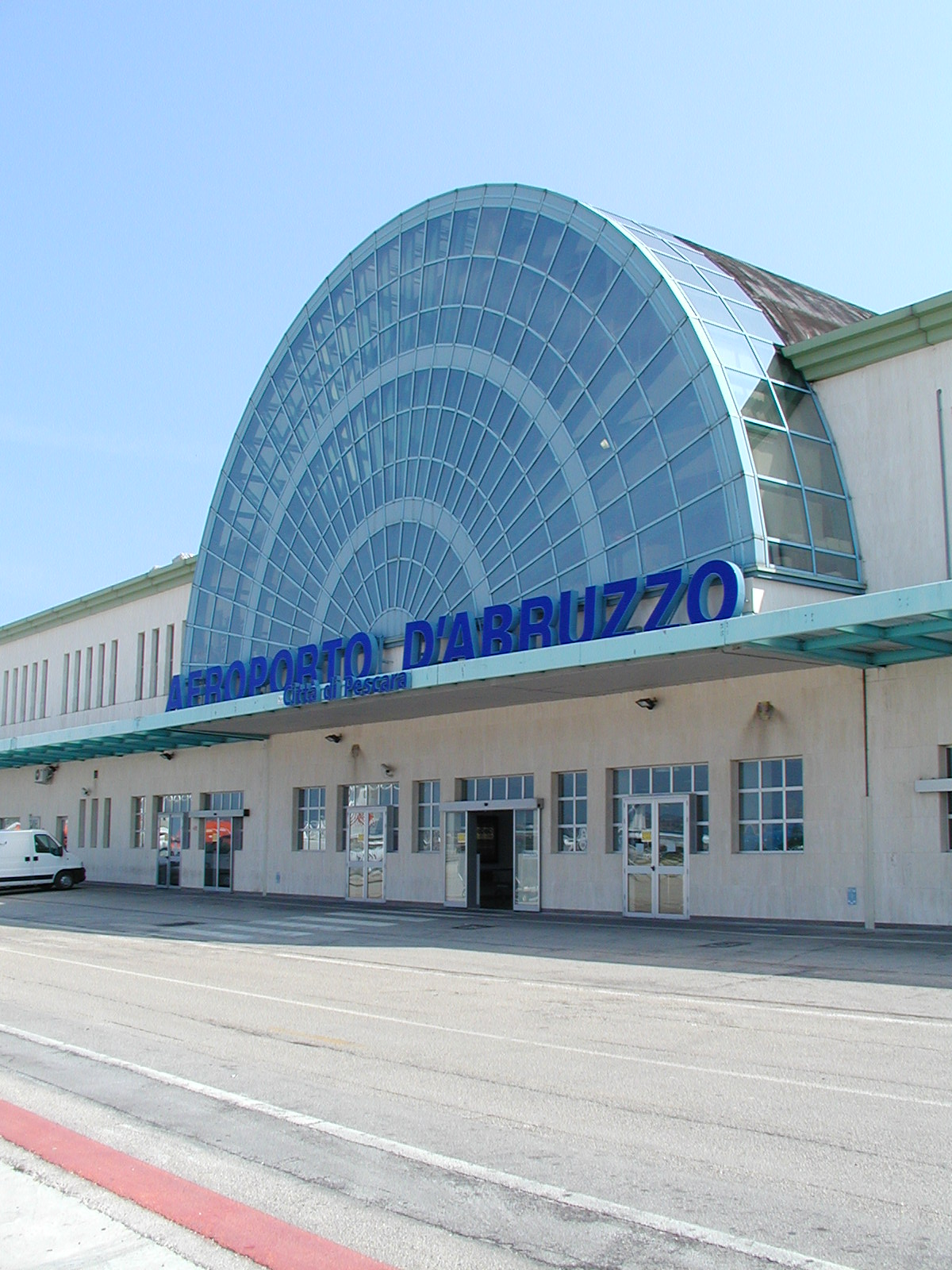
Aeroporto dall'area di stazionamento

Lo sviluppo dell'aeroporto, che dai 114.000 passeggeri del 2000 è passato ai 667.000 del 2017, è dovuto al fenomeno low cost che ha interessato tutta l'Europa e la maggior parte dei piccoli scali italiani, coinvolgendo positivamente anche l'aeroporto di Pescara. Infatti da quando la compagnia irlandese Ryanair, leader tra le low cost europee, nel 2001 ha aperto il collegamento per l'aeroporto di Londra-Stansted e l'anno successivo per l'aeroporto di Francoforte-Hahn, il traffico per l'aeroporto si è moltiplicato.
Dopo l'aumento vertiginoso dei passeggeri nel biennio 2002/2004, lo sviluppo dell'aeroporto si è arrestato, arrivando all'apice nel 2005 - anno in cui si registrò per lo scalo la cifra record di 350 000 transiti - e subendo una contrazione nel 2006, effetto, quest'ultima, sia della riduzione da parte di Ryanair delle frequenze dei voli nel periodo invernale, sia della mancanza di una strategia competitiva da parte di S.A.G.A. (società che gestisce l'aeroporto il cui maggior azionista è la Regione Abruzzo) per l'ampliamento del network destinazioni e la differenziazione delle compagnie aeree operanti sullo scalo. Infatti, i nuovi collegamenti istituiti dalla primavera del 2007, ovvero Monaco e New York sono terminati a fine estate 2008 per scarsi risultati. Da evidenziare che la rotta con il JFK era organizzata come prolungamento della rotta Bologna-New York: i passeggeri diretti da e verso Pescara dovevano sostare per circa due ore al Guglielmo Marconi.
Nei primi tre mesi del 2007 il traffico internazionale risultava essere ancora in discesa dell'11% rispetto all'anno precedente ma il nuovo collegamento Ryanair per Barcellona Girona, operativo dall'aprile del 2007, con i suoi quasi 33'000 passeggeri ha riportato il bilancio in positivo, consentendo all'Aeroporto di chiudere l'anno con il record di 371.247 passeggeri e con un incremento del 9% rispetto al 2006.

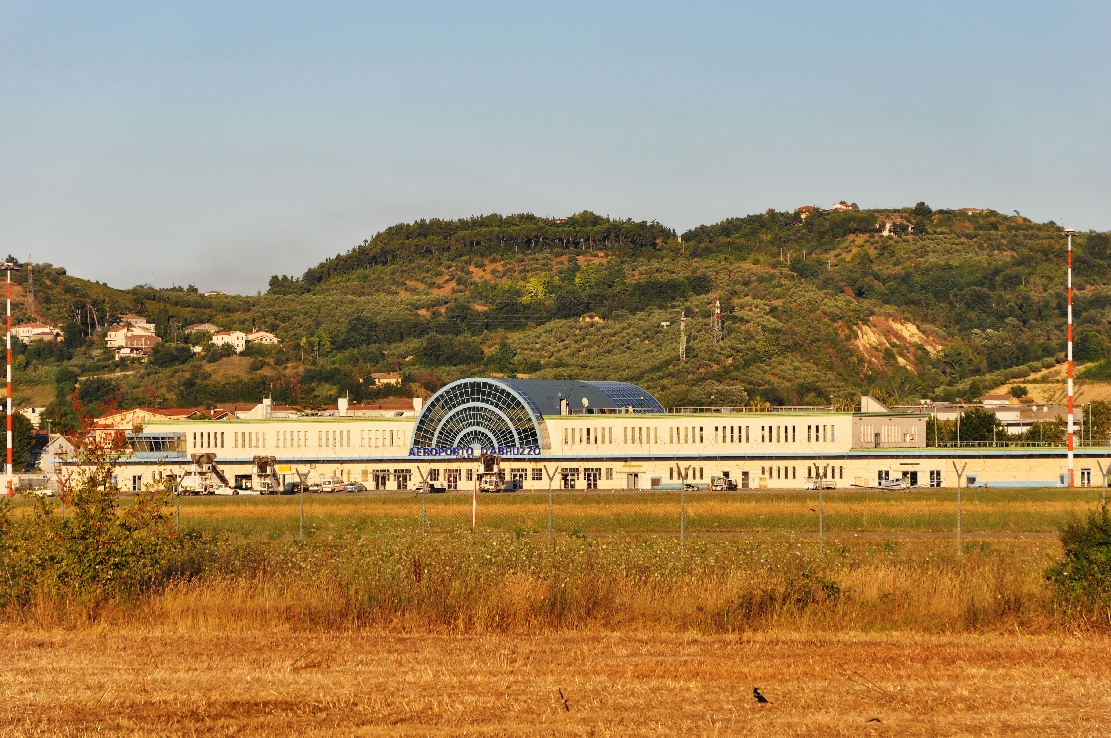
L'aerostazione dal raccordo autostradale che fiancheggia la pista

Dall'estate 2007 i voli charter per Ibiza, Palma di Maiorca, Rodi e Creta effettuati dalla compagnia AirOne sono stati cancellati a causa di un contenzioso tra AirOne e il Tour operator che annualmente organizzava questi voli, anche per questo nell'estate 2007 ha operato, dall'Aeroporto di Pescara, la nuova compagnia greca Euro Air che ha collegato Pescara a Creta e Spalato. Questi voli, commercializzati dalla OnAir, nel 2008 sono stati operati dalla compagnia croata Dubrovnik Airline: ad essi, sempre nel 2008, si è aggiunto il collegamento con la città dalmata di Ragusa.
OnAir ha venduto anche i voli anche per Leopoli e Kiev operati dalla compagnia Ukraine international, Parigi e Bruxelles operati dal vettore Hamburg International e per Bucarest operati dalla Blue Air.
Prima dell'arrivo della società FlyOnAir operava nello scalo pescarese la società Air Service Plus, che ha iniziato la propria attività con voli low fares da Pescara a Parigi (Charles de Gaulle) nel 2003, e Bruxelles-Charleroi nel 2004. Nel 2005, Air Service Plus ha avviato nuove rotte da Pescara a Zurigo, e da Perugia a Parigi.
Dal 29 ottobre 2007 la compagnia low cost Volareweb ha collegato Pescara a Milano-Malpensa con quattro voli settimanali serali, incrementati a cinque da aprile 2008 e spostati alla mattina. Ma l'avventura abruzzese di Volareweb termina alla fine di luglio 2008, per scarsi risultati di traffico. Tra le cause del fallimento del collegamento molto probabile la mancata pubblicità da parte della compagnia e della SAGA in città e in regione.
La compagnia pescarese, ItAli Airlines, dal 6 marzo 2008 ha attivato un collegamento con la città di Catania terminato a fine estate dello stesso anno.
Da maggio 2008 ai primi di agosto dello stesso anno il colosso mondiale delle vacanze TUI AG ha introdotto nella programmazione vacanze 2008 la regione Abruzzo. Di conseguenza, sono stati istituiti voli charter diretti settimanali su Pescara dalla Svezia e dalla Norvegia, rispettivamente su Stoccolma e Oslo.
Il 2009 inizia con il segno meno e le prospettive non sono buone dato l'alto numero di voli cancellati e non confermati per l'intero anno. È il caso dei voli charter per Oslo e Stoccolma non riprogrammati o le cancellazioni da parte di FlyOnAir per Spalato, Ragusa di Dalmazia e Monaco di Baviera e ancora la pesante riduzione delle frequenze dei voli Ryanair per Stansted e Hahn portati per la stagione estiva rispettivamente a 3 e 4 volte la settimana ma il giorno 2 aprile 2009 è una data storica per lo scalo pescarese in quanto la compagnia irlandese Ryanair ufficializza l'apertura della sua 32ª base in Europa (l'ottava in Italia) e annuncia l'apertura dal 2 luglio di 4 nuove rotte per Milano (Bergamo), Cagliari, Eindhoven e Venezia (Treviso).. Quest'ultima destinazione è stata cancellata dal 30 settembre per scarso traffico.

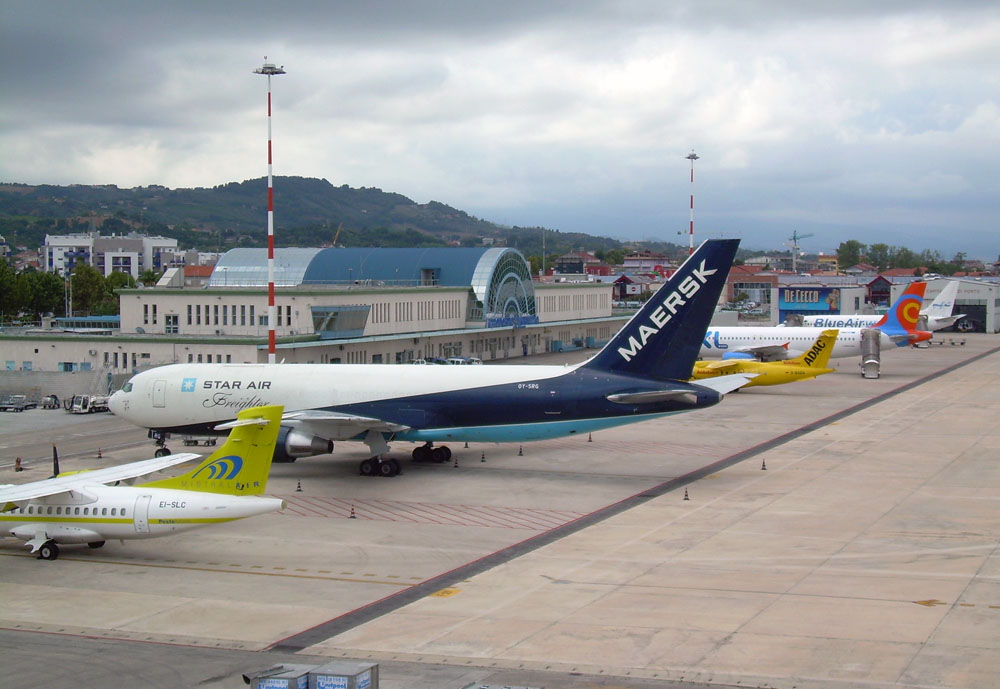
Piazzale principale commerciale

Ad aprile FlyOnAir annuncia un nuovo collegamento bisettimanale per Berlino, uno settimanale per Katowice e da luglio ad agosto un collegamento per Palma di Maiorca e da fine settembre del 2009 un collegamento per Marrakesh. La stessa compagnia, inoltre, annuncia collegamenti nazionali verso Palermo (lun-mer-ven), Milano-Malpensa (lun-mer-ven-dom) e Torino-Caselle (lun-mar-mer-gio-ven-dom) che sono partiti il 20 aprile. Dato lo scarso numero di passeggeri su tutto il network FlyOnAir sono pesanti le riduzioni applicate ai suddetti collegamenti, tutte le rotte chiuderanno prima del previsto: cancellato il collegamento per Katowice a fine giugno, il collegamento per Marrakesh non partirà mai, il volo per Berlino è stato cancellato ai primi di settembre insieme a quello per Parigi. Sul fronte voli nazionali si registra la sospensione di tutti i voli da fine agosto 2009 (ad eccezione di Catania che terminerà il 20 settembre) e l'interruzione dei servizi da e per Milano-Malpensa e Torino già alla fine di luglio 2009.
Il 6 novembre del 2009 l'Enac ha revocato la licenza di volo alla compagnia valdostana Air Vallée. Per questo, con effetto immediato, sono terminate le operazioni di volo tra le città di Pescara e Torino.
Il 3 febbraio 2010 la compagnia low cost Ryanair ha annunciato un collegamento stagionale estivo bisettimanale Pescara - Oslo (Torp) con partenza il 4 maggio 2010.
A fine febbraio 2010 dopo numerose cancellazioni, specie nelle settimane precedenti, sono definitivamente terminati i voli ItAli Airlines sulla tratta Pescara-Linate.
I collegamenti per l'estate 2010 di FlyOnAir, dopo gli scarsi risultati ottenuti nell'estate 2009, sono stati pesantemente ridotti in termini di frequenze e di rotte. Gli unici collegamenti riattivati sono stati solo cinque: Bucarest-Baneasa, Bruxelles-Charleroi e Catania partiti l'11 giugno (circa due mesi dopo rispetto all'estate del 2009) e Parigi (CDG) riattivato il 28 maggio (nel 2009 fu attivato il 9 aprile). Creta opererà solo per 8 rotazioni dal 20 luglio al 7 settembre del 2010. Anche la data di chiusura di questi collegamenti è stata preceduta rispetto al precedente anno e rispetto a quando i voli sono stati messi in vendita per la summer 2010: lo stop dei collegamenti FlyOnAir è avvenuto tra il 5 settembre e il 7 settembre 2010, sospendendo le vendite dei voli per il mese successivo (la fine dei voli era prevista all'inizio di ottobre 2010).
Il 28 ottobre 2010 c'è stato l'ultimo collegamento merci effettuato dalla società cargo UPS. Questa chiusura segue la fine del collegamento, effettuato dalla società TNT, nel dicembre 2008. In questo modo l'aeroporto è rimasto senza alcun volo merci.
È ripartito il 16 dicembre 2010 il collegamento operato dalla Belle Air con Tirana, capitale albanese, con due voli settimanali (giovedì e domenica) dopo essere stato interrotto a fine ottobre 2009. Il 20 dicembre Ryanair ha annunciato l'apertura di tre nuove rotte da/per Pescara verso Trapani, Bruxelles-Charleroi e Parigi-Beauvais. Inizialmente Parigi, con avvio programmato da fine marzo 2011 come per Trapani e Bruxelles, è partito anticipatamente dal primo marzo, dato l'alto numero di prenotazioni registrate nei giorni seguenti all'annuncio.
L'avvio dei voli da/per Trapani è coinciso con l'inizio delle operazioni militari in Libia che ha causato dapprima la chiusura ai voli civili dello scalo siciliano e successivamente forti limitazioni allo stesso. Il collegamento con Pescara quindi in realtà non è mai partito dato che è stato sempre operato nel vicino scalo di Palermo. Dopo un mese di disagi e cancellazioni Ryanair ha deciso di spostare questo volo su Verona. Volo bisettimanale (lunedì e venerdì) operativo dal 10 giugno.
Con l'avvio del programma voli estivo del 2011 l'aeroporto ha visto invertire il trend discendente del traffico passeggeri che aveva caratterizzato i primi mesi dell'anno: già da aprile e maggio nello scalo sono sbarcati migliaia di turisti austriaci che grazie ad un accordo tra SAGA, Aptr, Regione Abruzzo ecc. hanno soggiornato e visitato la regione. Nella stessa estate la FlyOnAir ha attivato voli bisettimanali da/per Spalato, riattivato i collegamenti da/per Catania, Olbia e Creta. La scelta di SAGA di far operare i voli da/per Bruxelles e Parigi al posto di FlyonAir ha contribuito notevolmente al record passeggeri registrato dai mesi estivi fino a fine anno.

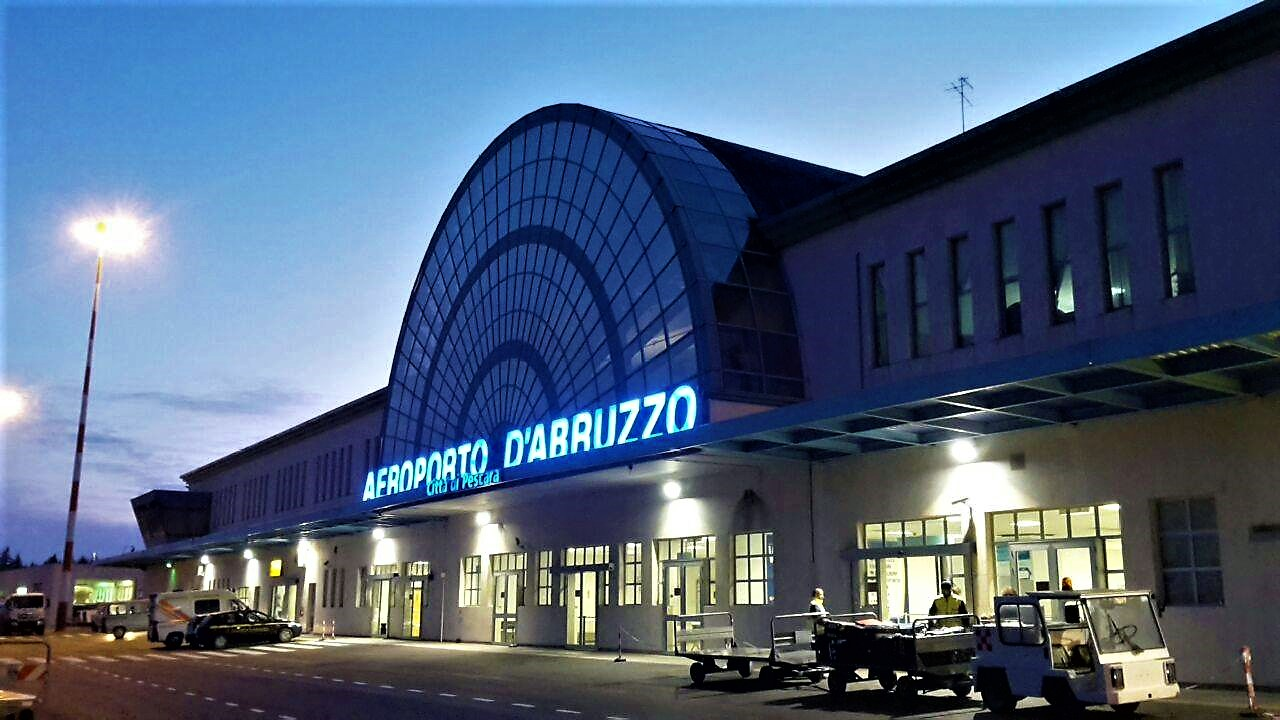
Terminal visto in notturna dall'area di stazionamento.

Per il breve periodo che va dal 17 settembre al primo ottobre 2011 è stato proposto un volo charter "sperimentale" bisettimanale da/per Mostar. Tale charter è stato riproposto dal 1º aprile 2012 sotto forma di charter stagionale (delle annunciate 52 rotazioni durante la summer 2012 saranno operati un minor numero di voli) volo cofinanziato dall'assessorato allo sviluppo economico della Regione Abruzzo.
Dal 21 novembre la compagnia Air Vallée, due anni dopo la sospensione del collegamento, tornerà a volare sulla rotta Pescara-Torino. Il mese di novembre 2011 è un mese storico per l'aeroporto in quanto il bacino di utenza ha superato i 500.000 passeggeri annui.
A marzo 2012, Ryanair comunica all'improvviso la cancellazione del volo stagionale estivo da/per Eindhoven sostituendolo con quello da/per Düsseldorf-Weeze (avvio voli 15 maggio).
Sempre nello stesso mese, anche la compagnia canadese Air-Transat comunica la cancellazione dello storico collegamento estivo (attivo dagli anni novanta) da/per Toronto. La perdita del volo è molto grave perché l'Abruzzo perde un volo simbolo che per due decenni ha servito la folta comunità italo-canadese insediatasi oltre oceano. La società di gestione dell'aeroporto comunica la notizia con un laconico comunicato stampa.
A febbraio 2013 Air Vallée annuncia la fine del collegamento Pescara-Torino. La compagnia valdostana opera l'ultimo volo il 28 febbraio e toglie dalle vendite tutti i voli precedentemente programmati. Nei mesi precedenti le frequenze dei voli erano state diminuite e durante il periodo di operatività del volo, non erano mancati disagi ai passeggeri per i numerosi ritardi e cambi di operativi dei voli da parte della compagnia.
A fine agosto 2013 le Poste italiane decidono di cancellare il collegamento notturno postale su Pescara garantiti da Mistral Air. Dopo l'abbandono negli anni precedenti dei servizi merci TNT e UPS l'aeroporto di Pescara rimane senza servizi merci regolari. Il traffico cargo risulta pertanto totalmente azzerato.
Il 25 novembre 2013 la compagnia Albanese BelleAir fallisce. Terminano tutti i suoi collegamenti aerei e sulle sue rotte subentrano, dall'indomani, diverse compagnie italiane ma la tratta Pescara - Tirana rimane scoperta.
L'anno 2013 si chiude con tre segni meno davanti al traffico passeggeri, cargo e movimenti aerei. In particolare il traffico passeggeri è negativo dopo sette anni consecutivi di crescita nonostante gli anni della crisi economica e l'anno del terremoto abruzzese (2009).
Il 10 settembre 2014 è stato annunciato l'accordo tra la regione Abruzzo, la Saga e la compagnia aerea ungherese low cost Wizz Air con quest'ultima che a partire da ottobre 2015, collegherà tutto l'anno le città di Pescara e Bucarest due volte a settimana, nei giorni di lunedì e venerdì, con aeromobili Airbus A320 da 180 posti.
Il 25 marzo la SAGA annunciava che Alitalia, tramite il vettore Etihad Regional operato da Darwin Airline, dal 2 aprile 2015 avrebbe realizzato voli diretti Pescara - Roma Fiumicino 3 volte al giorno, alle ore 7.30, alle 11.50 e alle 19.00 ed arrivo in meno di un'ora. Le tratte sono effettuate con aerei ATR72. Ad appena un anno dall'attivazione, causa scarso traffico, gli stessi voli vengono sostituiti da un servizio bus diretto per l'aeroporto di Fiumicino. Dal 5 settembre 2016 anche il servizio bus viene sospeso per scarso traffico.
Il 15 marzo 2016 la compagnia low cost Blue Air annuncia l'apertura di un volo trisettimanale verso Torino a partire dal 30 settembre successivo. La nuova rotta ottiene grande successo, registrando oltre 12.000 passeggeri nei primi sei mesi.
Il 17 agosto 2016 la compagnia low-cost Ryanair dopo aver confermato lo scalo abruzzese come base operativa annuncia l'apertura di due nuove destinazioni verso Copenaghen e Cracovia con voli bisettimanali a partire dall'estate 2017. Viene però contemporaneamente cancellata la rotta per Parigi.
Il 2016 si è chiuso negativamente per l'aeroporto con una diminuzione di passeggeri del 6,60% rispetto all'anno precedente e del 36,5% confrontando il solo mese di novembre 2016 con quello del precedente anno, secondo i dati Assoaeroporti.
Il 14 gennaio 2025 è una data importante per lo scalo abruzzese: Ryanair infatti in accordo con la Regione Abruzzo e la SAGA, sceglie di portare un ulteriore aeromobile basato all'aeroporto e ufficializza altre rotte (Breslavia, Cagliari, Milano Malpensa, Kaunas e Valencia) per l'aeroporto pescarese.

## Dati tecnici

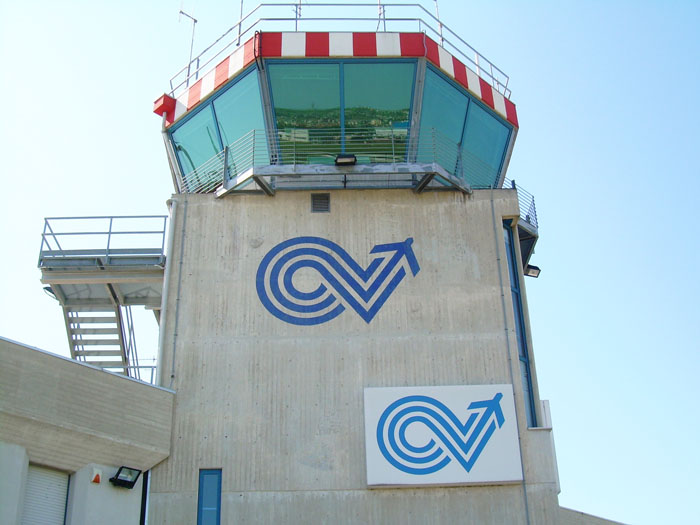
Torre di controllo di Pescara

L'aeroporto è dotato di un'unica pista a due testate (22/04), lunga 2419 m e larga 45 m (più strisce di sicurezza di 7.5 m di larghezza per ogni lato della pista) orientata a 216° (o 036°, a seconda della direzione di utilizzo).
La pista 22 è dotata di ILS/DME Cat. I serie 4000 (È imminente l'attivazione dell'impianto aiuti visivi luminosi in Cat II per la pista 22).
Normalmente per i decolli viene usata la pista 04, mentre la 22 per gli atterraggi in quanto è l'unica pista strumentale dell'aeroporto, in caso di vento in coda viene usata anche la pista 04 per gli atterraggi eseguendo una procedure chiamata circling approach.
Il servizio di controllo del traffico aereo è fornito da ENAV, la Società Nazionale per l'Assistenza al Volo che gestisce il servizio di controllo di Avvicinamento (sulla frequenza 120.050 MHz - Pescara Avvicinamento) e di Torre (sulla frequenza 118.450 MHz - Pescara Torre) H24. Inoltre, sempre dalla stessa società è fornito il servizio Meteo che emana bollettini (METAR) sulle condizioni meteorologiche in tempo reale; mentre, l'ufficio ARO presso la sede ENAV di Pescara è stato chiuso, e tutti i servizi AIS sono stati assunti dall'unità di Roma-Fiumicino.
L'aeroporto si trova nella FIR di Brindisi e non dispone di Radar per la fornitura dei servizi ATS. Dal 2009 però, nell'ambito di un progetto dell'EUROCONTROL e di ENAV per la riduzione dei ritardi, per aumentare la sicurezza e contribuire a una maggiore efficienza ATM, Pescara dispone di un sistema ADS-B funzionante, ma che non può essere usato per scopi operativi. L'ADS-B è progettato per fornire informazioni di sorveglianza in spazi aerei con bassa densità di traffico. È stato scelto proprio l'aeroporto di Pescara perché utilizza la separazione procedurale, che molte volte comporta diverse inefficienze operative.

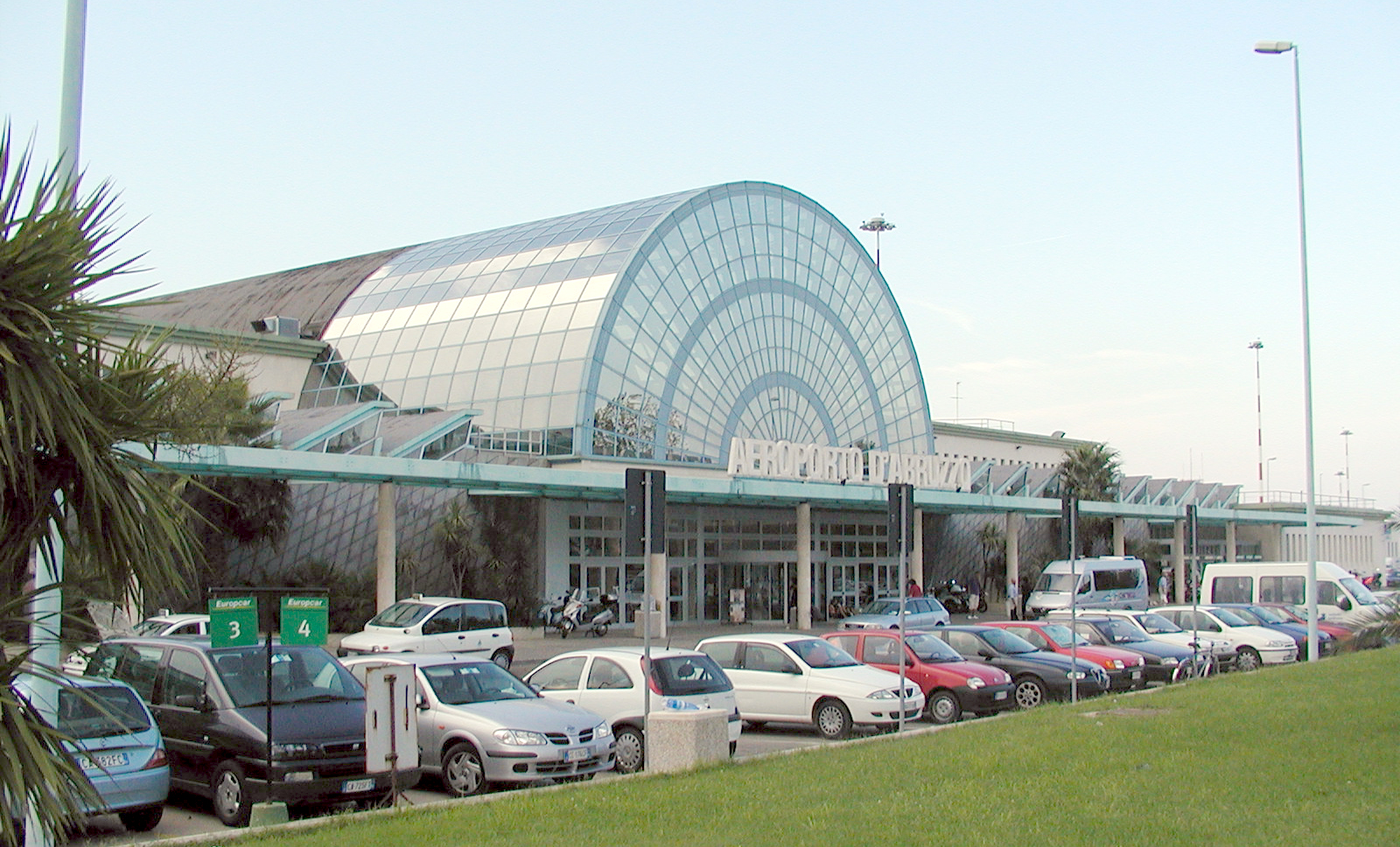
L'ingresso principale del terminal.

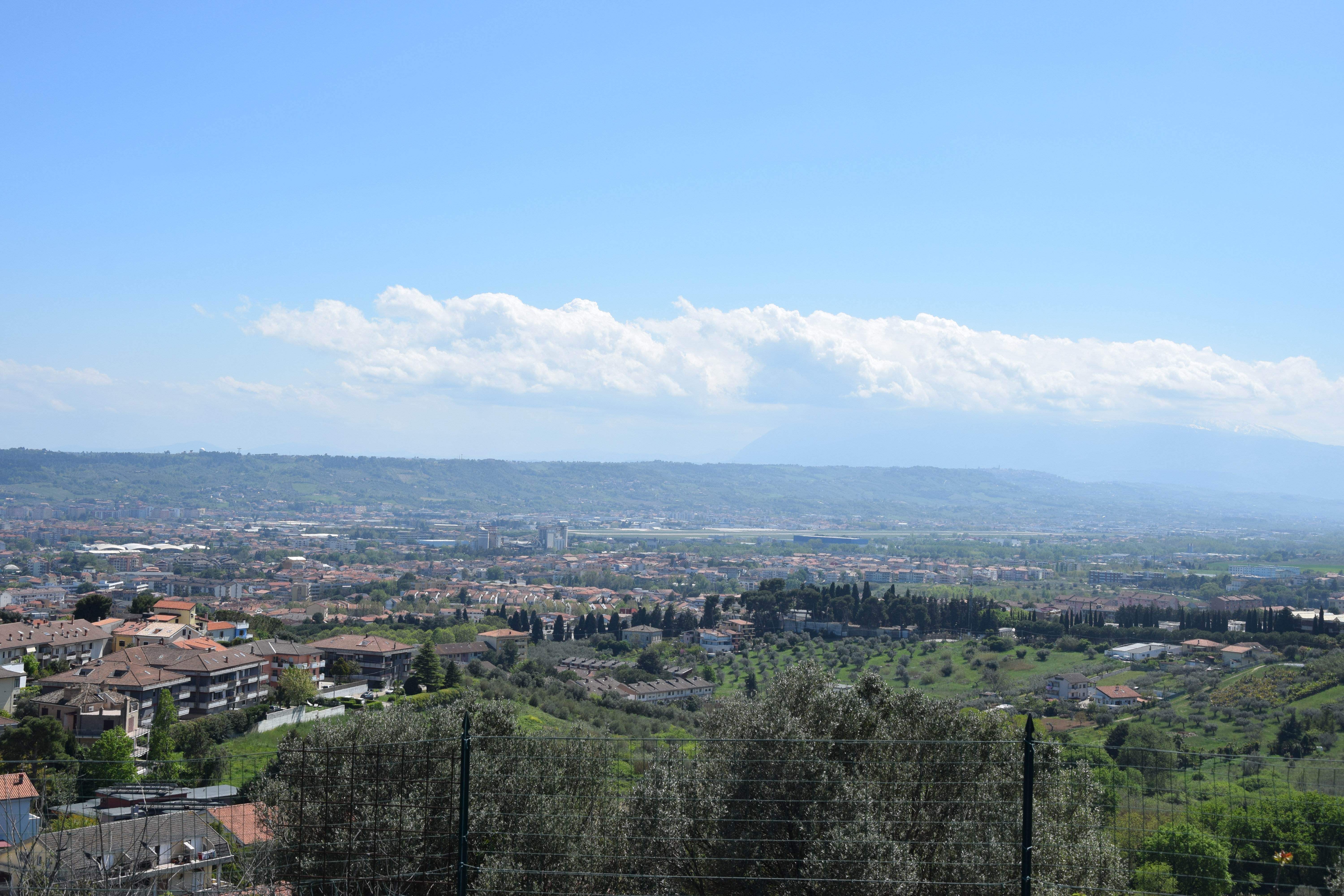
L'aeroporto visto dalle colline pescaresi

| Banchi Check-in                                | 8                                              |
| Fingers                                        | Non dispone di fingers                         |
| Gates                                          | 5                                              |
| Superficie Aerostazione                        | 7.800 m²                                       |
| Massima Capacità Passeggeri                    | oltre 1.000.000 circa                          |
| Aree Commerciali                               | 2 + 1 bar/ristorante/tabaccheria, e 1 bancomat |
| Parcheggi                                      | 750                                            |
| Superficie totale dell'aeroporto               | 163.h                                          |
| Parcheggi Aeroplani (incl. Aviazione Generale) | 24                                             |
| Ritiro bagagli                                 | 2 nastri                                       |

### Segnaletica orizzontale
- segnaletica di asse e di bordo pista;
- segnaletica di identificazione delle piste;
- segnaletica di soglia pista;
- segnaletica di zona di toccata e di aiming point;
- segnaletica di asse e bordo vie di rullaggio, con information signs;
- segnaletica della posizione di attesa.

### Segnaletica verticale
- segnaletica di mandatory signs e information signs presso le posizioni di attesa;
- segnaletica di position signs e information signs sulla via di rullaggio.

### Aiuti visivi luminosi (AVL)
- 22:

- Sistema luminoso di avvicinamento di precisione ad alta intensità ridotto a 450 m
- Indicatore del sentiero di discesa per avvicinamenti di precisione
- Luci zona di toccata
- Luci asse centrale pista
- Luci bordo pista
- 04:

- Luce di guida alla circuitazione
- Sistema di avvicinamento luminoso semplice
- Indicatore del sentiero di discesa per avvicinamenti di precisione
- Luci asse centrale pista
- Luci bordo pista

## Distanze dichiarate
| Pista | TORA (m) | TODA (m) | ASDA (m) | LDA (m) |
| ----- | -------- | -------- | -------- | ------- |
| 04    | 2418     | 2418     | 2418     | 2313    |
| 22    | 2418     | 2478     | 2418     | 2230    |

## Interventi di ampliamento, ammodernamento e riqualificazione
Inizialmente previsti nei primi mesi del 2008 sono invece portati a completamento solo nel 2011 gli interventi per l'ampliamento dell'aerostazione passeggeri: la zona arrivi non-Schengen è stata ricostruita e ridisegnata interamente di fianco all'attuale (1.500 m²) mentre gli spazi precedentemente occupati sono stati riconvertiti a zona partenze; oltre all'ampliamento dell'aerostazione, tra settembre 2017 e Luglio 2019 sono stati eseguiti diversi interventi landside per la completa riqualificazione dell'aerostazione nella quale sono stati realizzati i seguenti lavori:
- Lavori di adeguamento e messa a norma (completati a fine 2008);
- Ampliamento dell'APRON 2 (completato nel gennaio 2009);
- Ampliamento dell'aerostazione ad ovest (completato nel 2011);

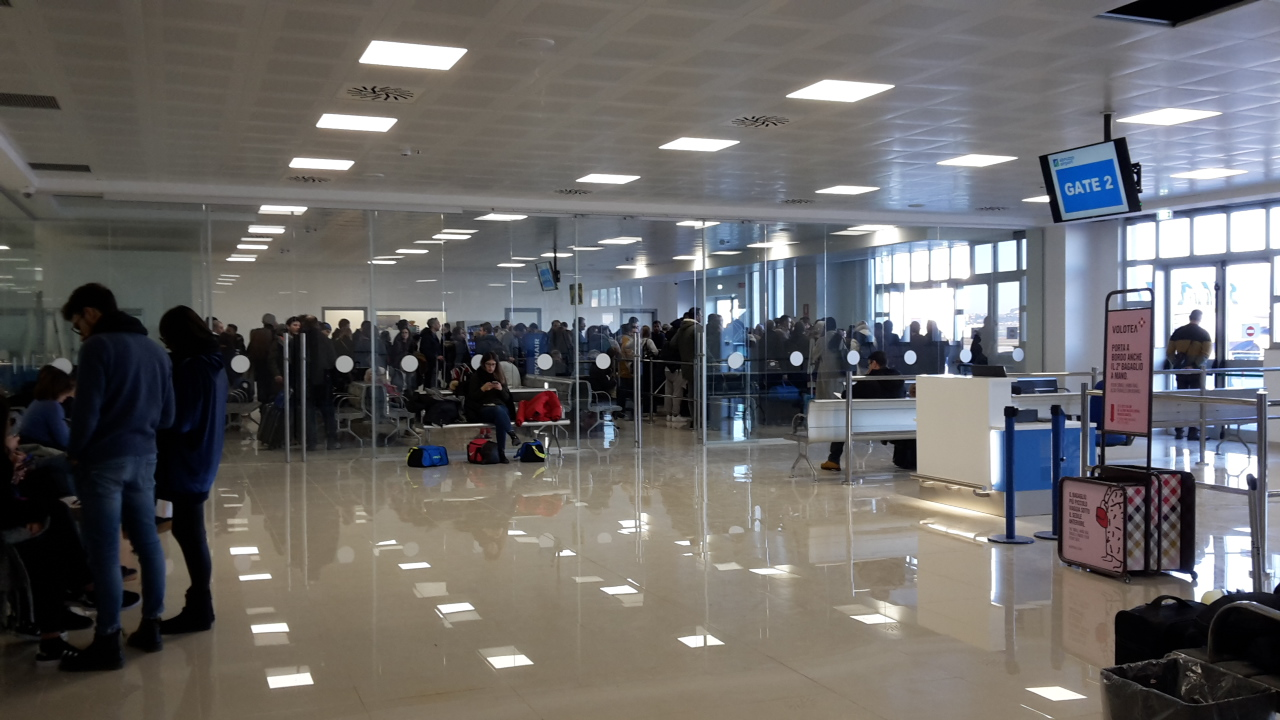
Dettaglio della nuova sala partenze

- Costruzione uffici e alloggi Reparto Volo Polizia (completati a maggio 2014);
- Rifacimento pista di atterraggio e decollo (completata a marzo 2017[15]);
- Lavori di modernizzazione e ridisegno del sistema parcheggio (completati a novembre 2017[14]);
- Realizzazione nuova area arrivi (completata a Settembre 2018[13]);
- Realizzazione nuova area partenze con nuovi gates, bar e servizi igienici (completata a Novembre 2018[12]);
- Realizzazione sala d'affari/Business Room (completata a Novembre 2018[45]);
- Realizzazione di una nuova area commerciale duty free (bar, negozi, postazioni noleggiatori) che è stata ridisegnata e riarredata per complessivi 7.800 m² (rispetto agli attuali 6.300) e in zona arrivi schengen e domestici (completata a Luglio 2019[11]);
- Ammodernamento dei nastri bagagli;
- Nuove finiture e impianti nelle zone riqualificate;
- Controllo accessi per l’area sterile;
- Ampliamento del sistema di sicurezza e videosorveglianza dell’aeroporto;
- Rifacimento dei servizi igienici della zona partenze e zona arrivi nazionali;
- L’unione della sala arrivi nazionali e internazionali;

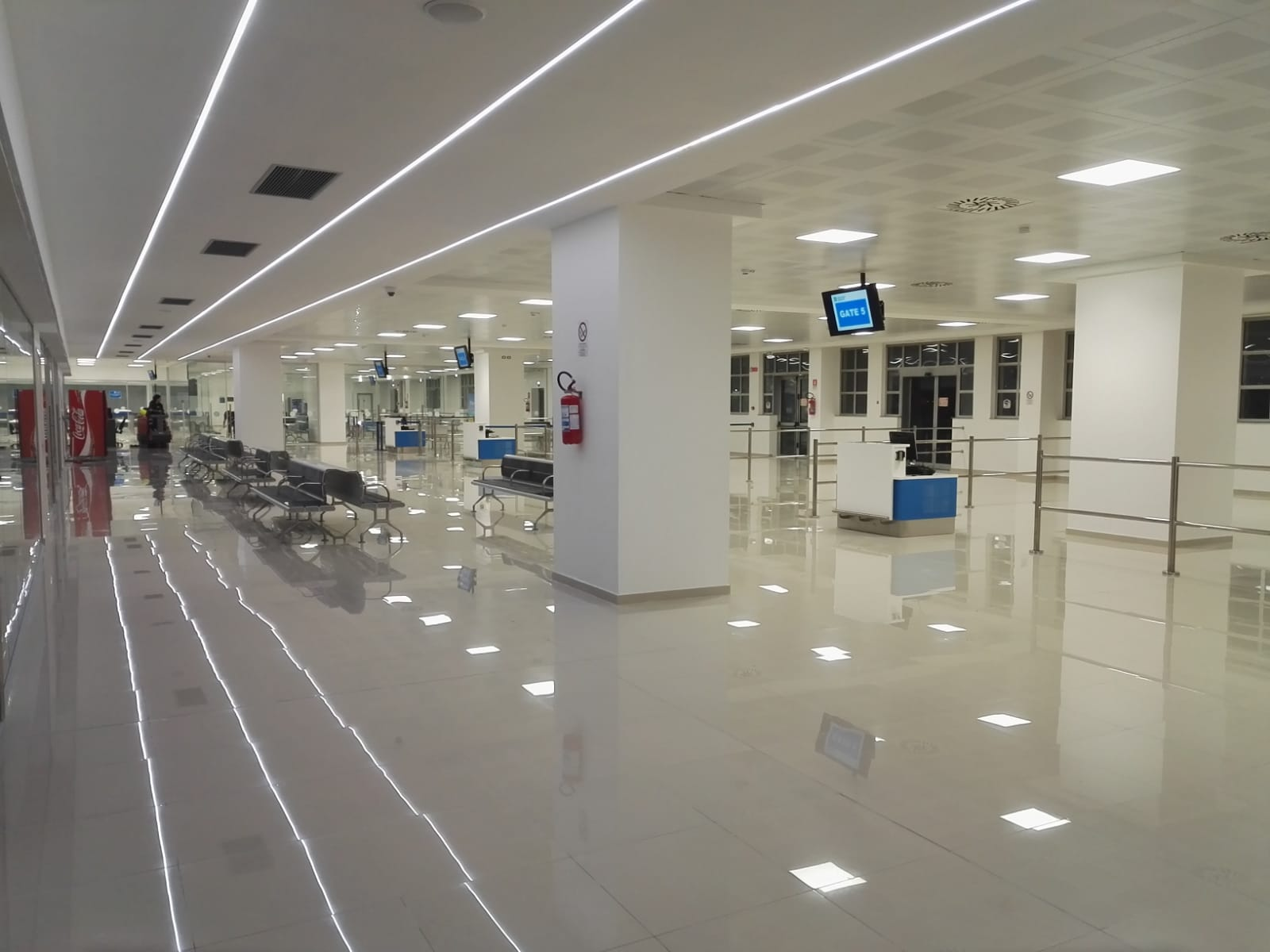
Nuova sala partenze dotata di bar, negozi e gates aggiuntivi

Il Masterplan di sviluppo e ammodernamento dell'aeroporto abruzzese prevede inoltre ulteriori interventi di riqualificazione sia in zona airside che landside per un importo complessivo di 33 milioni di euro, tra i quali rientrano:

### Zona landside
- Costruzione di un impianto per il trattamento delle acque;[50]
- L’installazione impianto fotovoltaico sulla copertura;
- Sostituzione della infrastruttura informatica;
- Rinnovamento dell’impianto di condizionamento;

### Zona airside
- Investimenti per l'abbattimento di alcune strutture, un tempo adibite ad uso militare che poi sono state vendute ai privati dall'Aeronautica Militare, per aumentare il numero di parcheggi per gli aeromobili;
- Costruzione di due nuovi hangar e di un'area cargo;
- Costruzione di nuovi helipad per i nuclei delle forze dell'ordine e un nuovo piccolo piazzale per la Guardia Costiera;
- Allungamento della pista d'atterraggio e decollo e la realizzazione di una fermata ferroviaria sulla linea Pescara-Sulmona-Roma il cui progetto è stato redatto in collaborazione con RFI e con l'ENAC che ha acconsentito al progetto dell'allungamento della pista[51][52][53];

Attualmente l'edificio della vecchia aerostazione passeggeri è stato convertito ad aerostazione merci, essendo stato impiegato dalla compagnia cargo TNT fino a dicembre 2008 e dalla Maersk fino a ottobre 2010.

## Composizione azionaria
L'aeroporto di Pescara è gestito dalla Società Abruzzese Gestione Aeroporto S.p.A., una società per azioni nata nel 1981 su iniziativa degli enti locali coinvolti; l'azionariato è composto per il 99,9996% dalla Regione Abruzzo, mentre la restante quota di tre azioni è detenuta dalla società privata LSS Consulting Srls. La Regione Abruzzo rappresenta il socio di maggioranza relativa.

## Statistiche

### Dati di traffico
Questo grafico non è disponibile a causa di un problema tecnico.
Si prega di non rimuoverlo.
Vedi la query Wikidata di origine.
| Anno | Totale passeggeri | %     | Totale movimenti aerei | %      | Cargo (tons) | %     |
| ---- | ----------------- | ----- | ---------------------- | ------ | ------------ | ----- |
| 1996 | 71 908            |       | 4 052                  |        | 152          |       |
| 1997 | 72 962            | 2,86  | 4 618                  | 13,9   | 195          | 28,3  |
| 1998 | 104 000           | 42,54 | 6 390                  | 38,4   | 56           | -71,3 |
| 1999 | 105 500           | 1,44  | 6 310                  | 1,25   | 476          | 750   |
| 2000 | 114 024           | 8,08  | 9 940                  | 57,5   | 2 851        | 499   |
| 2001 | 153 227           | 34,4  | 6 775                  | -31,8  | 3 115        | 9,3   |
| 2002 | 295 875           | 93,1  | 11 559                 | 70,6   | 1 913        | -38,6 |
| 2003 | 301 773           | 2,0   | 10 932                 | -5,4   | 1 795        | -6,2  |
| 2004 | 334 998           | 10,9  | 10 075                 | -7,8   | 2 151        | 19,8  |
| 2005 | 350 447           | 4,7   | 10 339                 | 2,6    | 2 390        | 11,1  |
| 2006 | 340 699           | -2,8  | 12 139                 | 17,4   | 2 849        | 19,2  |
| 2007 | 371 247           | 9,0   | 12 085                 | -0,4   | 3 291        | 15,5  |
| 2008 | 402 845           | 8,5   | 11 128                 | -7,9   | 3 339        | 1,5   |
| 2009 | 409 045           | 1,5   | 9 773                  | -12,2  | 2 431        | -27,2 |
| 2010 | 461 086           | 12,7  | 7 971                  | -18,4  | 2 116        | -13,0 |
| 2011 | 550 062           | 19,3  | 7 827                  | -1,8   | 1 472        | -43,7 |
| 2012 | 563 187           | 2,4   | 8 284                  | 5,8    | 1 221        | 1,8   |
| 2013 | 548 217           | -2,7  | 8 017                  | -3,2   | 721,1        | -40,9 |
| 2014 | 556 679           | 1,5   | 6 738                  | -15,95 | 44           | -93,9 |
| 2015 | 613 427           | 10,2  | 10 469                 | 55,4   | 42           | -4,2  |
| 2016 | 572 217           | -6,6  | 8 850                  | -14,3  | 69,5         | 65,5  |
| 2017 | 667 831           | 16,7  | 15 331                 | 73,2   | 52           | -25,2 |
| 2018 | 666 691           | -0,2  | 13 456                 | -12,2  | 72           | 38,5  |
| 2019 | 703 386           | 5,5   | 12 880                 | -4,3   | 276          | 283,3 |
| 2020 | 173 156           | -75,4 | 10 397                 | -19,3  | 44           | -84,1 |
| 2021 | 381 241           | 120,2 | 11 827                 | 13,8   | 21           | -52,3 |
| 2022 | 715 690           | 87,7  | 13 719                 | 12,5   | 7            | -66,7 |
| 2023 | 872 701           | 21,9  | 13 760                 | 0      | 11           | 57,1  |
| 2024 | 847 512           | -2,9  | 13 756                 | 0      | 3            | -72,2 |

## Servizi

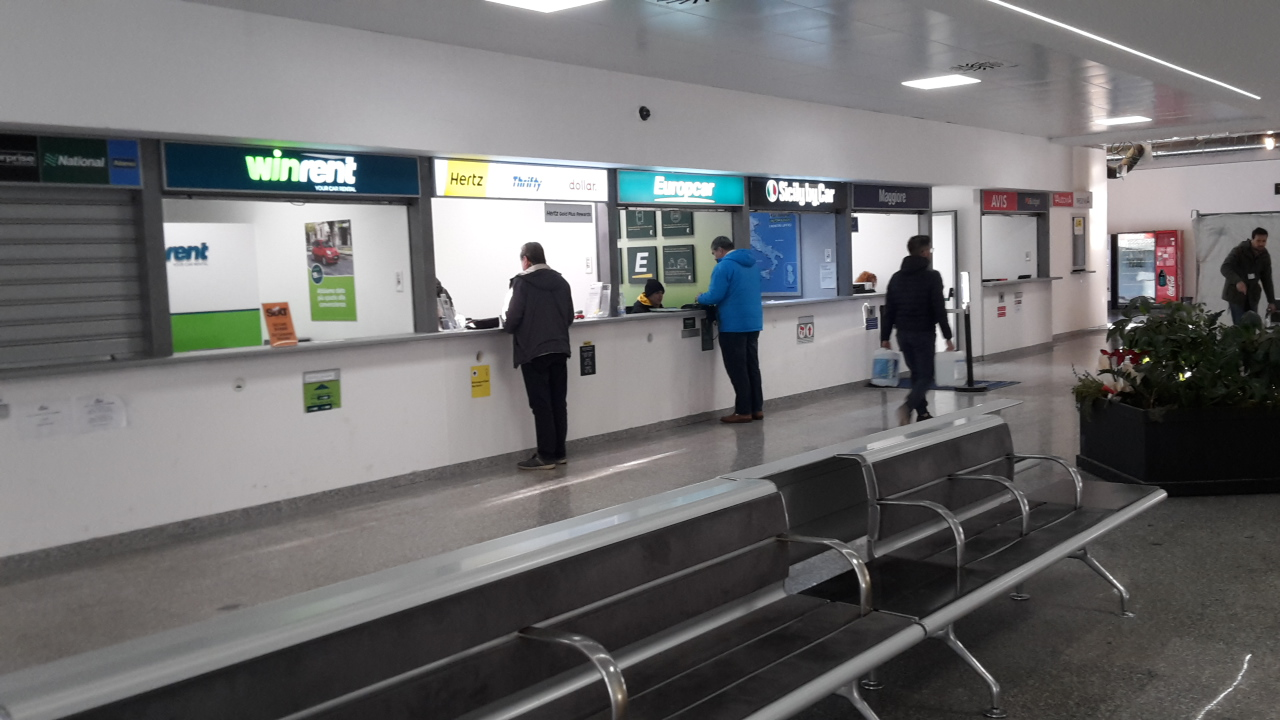
Autonoleggi nell'area arrivi.

L'aeroporto è dotato dei seguenti servizi.
Servizi
- Accessibilità per portatori di handicap
- Ascensori e scale mobili
- Biglietteria con sportello, Biglietteria Autobus/Treno
- Cappella cattolica
- Check-in veloce
- Deposito bagagli
- Polizia di frontiera
- Pronto soccorso
- Punto informazioni e prenotazione
- Sala d'attesa
- Sale riunioni
- Servizi Igienici
- Telefono pubblico
- Ufficio doganale

Collegamenti
- Autobus
- Autonoleggio
- Taxi
- Parcheggio

Svago
- Bar e fast food
- Ristorante
- Shopping e duty free
- Edicola
- Wi-Fi gratuito

## Base aerea militare
- Base della 3º Sezione aerea Guardia costiera (1 ATR 42MP, 2 P-166 e 2 AW-139)[58]
- Base del 5º Nucleo elicotteri carabinieri (NH500 e AB412)
- Base di una sezione aerea del Reparto operativo aeronavale della Guardia di Finanza (NH500 e AW139[59])

## Base aerea civile
L'aeroporto inoltre è:
- Base dell'11º Reparto Volo Polizia di Stato (AB212 e B206)
- Base del Nucleo elicotteri Vigili del Fuoco (AB206, AB412 e AW139)
- Base dell'Elisoccorso Regionale 118 - Emergenza sanitaria (AW169)
- Sede ENAV (CA PESCARA)
- Ottava base italiana Ryanair con un aereo basato (B738)
- Base operativa Hoverfly

## Avvenimenti e manifestazioni
- Nel giugno 1988, in occasione della “Settimana Anglo-Abruzzese”, atterrò sulla pista dell'aeroporto il Concorde della British Airways (G-BOAB). Per questo avvenimento venne mobilitata l'intera città di Pescara, con migliaia di persone che gremirono l'aeroporto e i bordi dell'asse attrezzato.
- Nell'estate 2000, dopo molti anni di assenza, l'aeroclub di Pescara tornò ad organizzare un airshow, che tra i molti velivoli civili e militari (alcuni anche d'epoca) vide la partecipazione del potente caccia Sukoi 27 Flanker dell'aeronautica militare russa. Nell'estate del 2001 fu organizzato il secondo (e per ora ultimo) airshow della nuova serie. Tra i partecipanti degni di rilievo di questa edizione si annoverano l'ATR 42 MP della Guardia costiera (di base proprio a Pescara), una coppia di Tornado IDS della Luftwaffe, quattro F-16 dell'U.S. Air Force provenienti da Aviano e la Pattuglia Acrobatica Nazionale, meglio conosciuta al grande pubblico come Frecce Tricolori.
- Dopo 10 anni, il 31 luglio 2010 in occasione del centenario della 1ª manifestazione Aerea presso lo Stadio del Mare è stato organizzato un Air Show con la partecipazione della Polizia di Stato, di aeromobili dell'aeroclub di Pescara, della Guardia di Finanza, di un ZLIN 510, della Guardia costiera, dei Blue Voltige, di un CAP 230, della pattuglia Yak Italia, di un Canadair CL-415 della protezione civile, di un HH3F dell'84º Centro C/SAR di Brindisi e per finire con la partecipazione delle Frecce Tricolori.
- Il 12 maggio 2013 si è svolto un Air Show presso Roseto degli Abruzzi che ha visto la partecipazione di alcuni team acrobatici, Polizia di Stato, Guardia costiera e l'Aeronautica Militare con un HH3F e le Frecce Tricolori. L'aeroporto ancora una volta ha ospitato il trasporto logistico e il rischieramento dei velivoli, in particolare delle Frecce Tricolori che sono state parcheggiate sulla via di rullaggio "Echo" e che hanno richiesto la chiusura a tutto il traffico aereo generale dell'aeroporto durante l'esibizione.
- Il 23 giugno 2013 si è svolto un Air Show presso Vasto e il rischieramento delle Frecce Tricolori a Pescara.

## Collegamenti
Sebbene siano in programma la costruzione di una stazione ferroviaria e di una linea filoviaria al servizio dell'aeroporto, al momento gli unici collegamenti sono quelli stradali:

### Bus
L'aeroporto è collegato alla stazione di Pescara Centrale ed il centro cittadino tramite le linee 8 e 38 degli autobus urbani TUA, con partenze cadenzate ogni 20 minuti. Dal settembre 2022 è inoltre attivo un servizio autobus dedicato di TUA denominato Pescara Airlink che collega direttamente e senza fermate intermedie l'aeroporto con la stazione di Pescara Centrale.

### Auto
Tramite il raccordo autostradale 12 Asse attrezzato, l'aeroporto è collegato alle principali vie di comunicazione della regione: l'autostrada A14 Adriatica, tramite lo svincolo Pescara ovest-Chieti e l'autostrada A25 Strada dei parchi tramite lo svincolo Chieti-Pescara.
Situata lungo la SS5 Tiburtina Valeria, l'aerostazione è velocemente raggiungibile anche dalla vicina SS16 Adriatica e dalla sua variante cittadina, la SS714 Tangenziale di Pescara.